# Verónica – Spiel mit dem Teufel
Verónica – Spiel mit dem Teufel (Originaltitel: Verónica) ist ein spanischer Horrorfilm aus dem Jahr 2017 unter der Regie von Paco Plaza. Der Film stützt sich auf wahre Begebenheiten um Estefanía Gutiérrez Lázaro, die kurz nachdem sie an einer Ouija-Brett-Seance teilgenommen hatte auf mysteriöse Weise starb. Der Film beruhe auf dem ersten Polizeibericht in Madrid, in dem ein Ermittler bezeugt, paranormale Aktivitäten beobachtet zu haben.

## Handlung
Der Film spielt im Jahr 1991 und dreht sich um das Leben der 15-jährigen Verónica. Sie lebt gemeinsam mit ihrer Mutter und ihren drei Geschwistern, dem Zwillingspärchen Lucia und Irene und dem Jüngsten, Antoñito, in einer Wohnung im Arbeiterviertel von Vallecas in Madrid. Ihr Vater ist vor Kurzem verstorben, und ihre Mutter arbeitet vermehrt und länger, um die Familie finanziell über Wasser zu halten. Verónica ist deshalb vor und nach der Schule Hauptverantwortliche für ihre jüngeren Geschwister.
Am Tag der Sonnenfinsternis erklärt Verónicas Lehrerin ihrer Klasse, wie einige alte Kulturen Sonnenfinsternisse nutzten, um Menschenopfer zu inszenieren und dunkle Geister herbeizurufen. Während sich die Schüler auf dem Dach versammeln, um das Naturspektakel zu betrachten, gehen Verónica, ihre Freundin Rosa und ihre Klassenkameradin Diana in den Keller, um eine Séance mit einem Ouija-Brett durchzuführen. Verónica möchte auf diesem Weg ihren Vater erreichen. Das Board reagiert sofort, aber Rosa und Diana ziehen ihre Hände in dem Moment zurück, als das Glas zu heiß zum Anfassen wird. Verónicas Hand bleibt darauf liegen, und im Augenblick der Finsternis zerspringt das Glas, schneidet Verónica und tropft Blut auf das Brett. Das Licht erlischt, und die Freundinnen beginnen, den Raum nach Verónica abzusuchen. Sie liegt regungslos auf dem Rücken und reagiert nicht. Plötzlich richtet sie sich auf, stößt einen höllisch-dämonischen Schrei aus und findet sich später im Büro der Schulkrankenschwester wieder. Sie war ohnmächtig geworden, und man sagt ihr, dass sie wahrscheinlich wegen eines Eisenmangels ihr Bewusstsein verloren hat.
Ab diesem Zeitpunkt beginnt Verónica, paranormale Vorkommnisse zu erleben. Sie kann ihr Abendessen nicht zum Mund führen, als ob eine unsichtbare Hand sie daran hindern würde. Klauen- und Bissspuren erscheinen auf ihrem Körper, und sie hört seltsame Geräusche. Als sie ihren kleinen Bruder Antoñito badet und kurz weggeht, wird dessen Badewasser plötzlich kochend heiß. Zudem leidet sie unter verstörenden Albträumen. Ihre Freunde fangen an, ihr aus dem Weg zu gehen. Auf der Suche nach Antworten kehrt sie zurück in den Schulkeller und trifft dort auf die ältere, blinde Nonne der Schule, die die Schüler „Schwester Tod“ nennen. Die Nonne beschimpft sie, weil sie etwas so Gefährliches getan hat, ohne sich der Folgen bewusst zu sein und erklärt, dass ihr nach der Séance ein dunkler Geist anhaftet. Sie warnt sie, auf ihre Geschwister Acht zu geben, nachdem sie den Geist nicht vertreiben konnte.
Verónica zeichnet daraufhin zu Hause schützende Wikinger-Symbole, um das Böse von ihren Geschwistern abzuwehren, doch diese erweisen sich als wirkungslos. Sie versucht eines Nachts, Lucia zu helfen, als der Geist versucht, sie im Schlaf zu ersticken. Lucia aber sagt, es sei Verónica gewesen, die sie gewürgt habe. In dieser Nacht träumt Verónica, dass ihre hungrigen Geschwister sie bei lebendigem Leib essen. Sie wacht auf und stellt fest, dass sie zum ersten Mal ihre Periode bekommen hat. Als sie beginnt, ihre Matratze zu säubern, findet sie mysteriöse Brandflecken auf der Unterseite der Matratze. Sie findet diese Brandmerkmale auf allen Matratzen ihrer Geschwister; alle haben die Form eines menschlichen Körpers.
Sie sucht erneut „Schwester Tod“ auf, die ihr sagt, dass sie die Geister dazu bringen kann zu gehen, indem sie „ins Lot bringt, was sie beim ersten Mal verbockt hat“. Es sei wichtig, sich am Ende der Beschwörung vom Geist zu verabschieden.
Verónica bittet Rosa und Diana, ihr zu helfen, eine weitere Séance durchzuführen, aber sie weigern sich.
Verzweifelt beschließt sie, die Séance stattdessen mit ihren jüngeren Geschwistern abzuhalten. Sie lässt Antoñito die schützenden Symbole an die Wände zeichnen, aber er blättert auf die falsche Seite und beginnt Symbole der Einladung zu zeichnen. Als sie dem Geist sagt, dass er sich verabschieden soll, weigert der sich und beginnt stattdessen in der Wohnung zu wüten.
Da sie sich nicht mehr zu helfen weiß, ruft sie die Polizei. Sie kann mit den Zwillingsschwestern aus der Wohnung flüchten, als sich der Geist Antoñito schnappt. Sie läuft zurück, um ihn zu retten, und findet ihren Bruder in einem Kleiderschrank versteckt vor. Sie ruft ihn zu sich, aber er hört nicht auf sie. Er folgt damit ihrem eigenen früheren Rat, sich vor dem Geist durch Zuhalten der Ohren zu schützen. Verónica betrachtet sich im Türspiegel des Schranks und erkennt den Dämon in sich selbst. Sie war es, die die ganze Zeit ihren Geschwistern Schaden zugefügt hat. Sie will sich selbst mit einer Glasscherbe die Kehle durchtrennen, um die teuflische Inbesitznahme zu beenden, wird aber vom Dämon daran gehindert.
Als die Polizisten eintreffen, werden sie Zeuge einer unsichtbaren Macht, die Verónica angreift, und wie sie ihr Bewusstsein verliert. Die Ärzte tragen sie und Antoñito hinaus, während ein erschütterter Kriminalbeamter die Szene beobachtet. Als er ein gerahmtes Foto von Verónica aufhebt, brennt plötzlich eine Flamme ein Loch in das abgebildete Gesicht. Kurz darauf wird ihm mitgeteilt, dass Verónica soeben gestorben ist. 
Der Film endet auf dem Polizeipräsidium, wo ebenjener Beamter seinen Bericht zu schreiben beginnt.

## Hintergrund
Der Film basiert auf einem der mysteriösesten Todesfälle in der spanischen Kriminalgeschichte. Im August 1991 starb die damals 18-jährige Estefania Gutierrez Lazaro, nachdem sie ein halbes Jahr zuvor eine Ouija-Séance mit ihren besten Freundinnen in ihrer Schule in Madrid veranstaltet hatte. Sie hatte versucht, Kontakt zu einem verstorbenen Freund ihrer Freundin aufzunehmen und litt danach unter heftigen Halluzinationen und Krämpfen. Zwar sei sie mehrfach medizinisch untersucht worden, allerdings ohne pathologischen Befund. Sie wurde schließlich in ein Madrider Krankenhaus gebracht, wo sie kurz darauf verstarb. Auch ihre Eltern wurden Zeugen nicht erklärbarer Vorkommnisse in ihrer Wohnung. Bemerkenswert an dem Fall war, dass der zuständige Kriminalbeamte José Pedro Negri in seinem Polizeibericht paranormale Phänomene in der Wohnung – etwa ein Kreuz, das sich plötzlich umdrehte, oder ein zuvor noch unbeschädigtes Poster, das auf einmal zerschnitten war – zu Protokoll gab.

## Soundtrack
- Héroes del Silencio – 
  - Maldito duende
  - Entre dos tierras
  - Hechizo
- Phil Spector, Jeff Barry & Ellie Greenwich – Da Doo Ron Ron

## Kritiken
„Solider Geister-Grusel, der seinen Schrecken langsam aufbaut und konsequent verdichtet, um ihn in einem spektakulären Finale eskalieren zu lassen.“

## Prequel
Im Oktober 2023 erschien auf Netflix das Prequel Die Todesschwester, in dem die Vorgeschichte dieser von Consuelo Trujillo verkörperten Nonne näher beleuchtet wird. Für die Regie war abermals Paco Plaza verantwortlich, während Aria Bedmar die Hauptrolle übernahm.